# MissingNo.
MissingNo. (japanska: けつばん Hepburn: Ketsuban?) är en icke-officiell typ av Pokémon som finns med i datorspelen Pokémon Röd, Blå och Yellow, där den är en av över 60 stycken så kallade glitch-Pokémon som förekommer i dessa spel. MissingNo., vars namn står för "Missing Number", existerar som hjälp för Game Freaks programmerare vid undantagshantering och återfinns när spelen försöker få tillgång till data för icke-existerande Pokémon; spelen var från början utvecklade för 190 Pokémon, men endast 151 av dessa kom med i de slutgiltiga versionerna.
MissingNo. är oftast formad som ett vanställt och bakvänt "L" eller ett "d" och återfinns i spelarens Pokédex under numret 000. Den är av typerna Bird och Normal, är drygt tre meter lång, väger knappt 1 600 kilogram och har tre attacker. MissingNo. dokumenterades först av Nintendo i Nintendo Power i maj 1999. Efter att en spelare stridit mot den kan temporära grafikglitchar förekomma, vilket gjorde att Nintendo avrådde alla försök att strida mot MissingNo. Trots Nintendos officiella varning, beskrevs tillvägagångssättet för att strida mot MissingNo. i flera speltidskrifter och spelguider. 
IGN har uppmärksammat MissingNo. som ett av de tio mest framstående påskäggen i datorspel. Fans av spelen har försökt göra MissingNo. till en del av Pokémons kanon, främst genom fanart och fanfiction, och dess påverkan på spelare har även varit föremål för flera sociologiska studier.

## Historia
Pokémon började som två datorspel, Pocket Monsters: Red och Green (ポケットモンスター 赤・緑), till Game Boy. Dessa spel är utvecklade av Game Freak, utgivna av Nintendo och släpptes först i Japan den 27 februari 1996. I spelen antar spelaren rollen som en nybliven Pokémontränare, vars uppgift är att fånga och träna vilda varelser som kallas för Pokémon; namnet är ett teleskopord skapat av orden "Pocket" och "Monster". Spelaren använder sig sedan av varelsernas egenskaper för att i strid möta och besegra andra tränares Pokémon. Några av dessa egenskaper kan även göra det möjligt för spelaren att navigera spelvärlden på nya sätt, såsom att surfa över vattendrag eller flyga till tidigare onåbara platser.
Nintendo dokumenterade först glitch-Pokémon MissingNo.:s uppkomst i Nintendo Power i maj 1999 och gick då ut med en varning om att även om spelaren inte ens försökte fånga MissingNo. kunde all kontakt med den radera spelarens sparfil eller störa spelets grafik. MissingNo. påträffas oftast genom att använda sig av den så kallade Old Man-tricket, som aktiveras när spelaren tar sig till Viridian City och talar med spelfiguren Old Man. Efter att han har demonstrerat hur Pokémon fångas flyger spelaren till Cinnabar Island och där används förmågan Surf för att surfa upp och ned på den östra kusten av ön, utan att lämna kustlinjen, tills det att MissingNo. påträffas. Nintendo har även sagt att MissingNo. kan påträffas för spelare som utför det så kallade Fight Safari Zone Pokémon-tricket.

## Existens
Anledningen till att MissingNo. kan påträffas i spelen beror på tre orsaker. Den första är beroende av spelens slumpmässiga stridssystem, där spelaren själv inte alltid kan påverka när eller var en Pokémonstrid ska äga rum. Varje område i spelen tilldelar ett värde till olika Pokémon i en buffert, varifrån spelen sedan hämtar dessa värden för att bestämma vilken vild Pokémon som spelaren ska möta i nästa strid. Dock är områdena runt de östra kustlinjerna vid både Cinnabar och Seafoam Island inte tilldelade några värden i denna buffert utan istället hämtas de värden som fanns i området spelaren senast befann sig. Städerna i spelen har inga områden där vilda Pokémon kan påträffas och på grund av detta uppdateras inte datan när spelaren tar sig till en stad; samma princip gäller när spelaren flyger från en stad till en annan.
Den andra orsaken är den demonstration Old Man ger spelaren i Viridian City. Under denna demonstration byts spelarens namn ut mot Old Man och istället för att lagra spelarens namn i en temporär variabel, vilket skulle tagit upp för mycket minne, lagras namnet i en separat tabell där vilda Pokémon normalt lagras. Spelarens namn är uppbyggt av sex hexadecimala värden, som alla är en byte i längd. Spelen använder sig av tre shortvärden, som är två byte stora, för att specificera nycklarna för vilken art och nivå de olika Pokémon ska vara. Pokémon som påträffas runt kustlinjerna vid Cinnabar och Seafoam Island får sina arter bestämda av det tredje, femte och sjunde tecknet i spelarens namn medan deras nivå bestäms av det andra, fjärde och sjätte tecknet; spelen läser även av det åttonde, nionde, tionde och elfte tecknet men eftersom en spelares namn enbart kan vara maximum sju tecken långt är dessa värden antingen null eller noll, vilket leder till att en glitch-Pokémon vid namn 'M (00) kan påträffas.
Den tredje orsaken ligger i spelens undantagshantering. Om spelen väljer ett värde från bufferten som inte matchar det av en existerande Pokémon startas en funktion som gör det möjligt för spelaren att i strid möta MissingNo., vars namn står för "Missing Number". Precis som med andra vilda Pokémon i spelen kan spelaren välja att fly från, strida mot eller försöka fånga MissingNo.
MissingNo. existerar i spelen enbart för att fylla upp tomma datablock. Eftersom block lagras exponentiellt kräver spelen 256 datablock; 128 datablock räckte inte för att lagra de 151 Pokémon som finns i spelen. Shigeki Morimoto, en av spelens programmerare, har sagt att det från början var tänkt att finnas 190 Pokémon i spelen. De 39 datablock som blev över fram till den tänkta Pokémon nummer 190 fylls istället upp av MissingNo. och de övriga datablocken upp till nummer 255 fylls av andra glitch-Pokémon. På samma sätt som för Pokémon används 128 datablock för att lagra de saker spelaren har med sig i en lista, vilket leder till att den sak spelaren har på plats sex i denna lista får sitt antal ökat till 128 efter att MissingNo. påträffats (trots att det tänkta maximiantalet är 99). Utöver detta utsätts spelarens Hall of Fame, vilket är ett sorts Pokémongalleri som blir tillgängligt efter spelaren har besegrat Elite Four, för en glitch som är permanent. Temporära grafikglitchar kan förekomma, men försvinner när spelaren studerar en annan Pokémons statistiksida eller när spelkonsolen startas om.

### MissingNo. i andraPokémon-spel

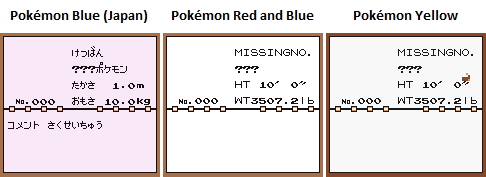
MissingNo.:s data i spelarens Pokédex.

MissingNo. kan påträffas i den japanska versionen av Pokémon Blå och har i spelarens Pokédex beskrivningen コメント さくせいちゅう, vilket kan översatt till "kommentar kommer att skrivas". MissingNo. existerar i Pokémon Yellow, men kräver att spelaren använder sig av Trainer escape-tricket; formen på MissingNo. finns i flera olika varianter i detta spel och skiljer sig från utseendet i Pokémon Röd och Blå. MissingNo. har framgångsrikt importeras in i Pokémon Stadium och Pokémon Stadium 2, men har då annorlunda utseenden än i Röd och Blå. MissingNo. finns även tillgänglig i Pokémon Röd och Blå som lanserades på Nintendo 3DS Virtual Console i februari 2016.
MissingNo. uppgavs av fans vara synlig i Pokémon X och Y, men det visade sig kort därefter att objektet i spelen inte var MissingNo. Via överföringsapplikationen Pokémon Bank försökte fans exportera MissingNo. från Pokémon Röd och Blå till Pokémon Sun och Moon. Försöken misslyckades, men orsakade glitchar för de Pokémon som framgångsrikt överfördes.

## Karaktärsdrag

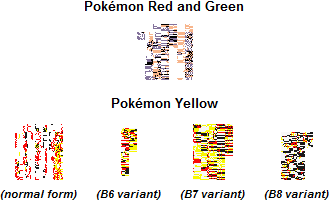
MissingNo.:s utseenden i Pokémon Röd, Grön och Yellow.

En fångad MissingNo. är en fullt fungerande Pokémon och återfinns i spelarens Pokédex under numret 000. MissingNo. är alltid av typerna Bird och Normal, är drygt tre meter lång, väger knappt 1 600 kilogram, har tre attacker (2× Water Gun och Sky Attack) och avger ständigt samma ljud när den möts i strid. MissingNo. är formad som ett vanställt och bakvänt "L" eller ett "d", men kan även anta skepnaderna av en Kabutops, Aerodactyl eller Ghost.

## Mottagande och eftermäle
Trots att MissingNo. enbart finns med i några enstaka spel har den fått mycket uppmärksamhet. Nintendo benämnde den som en "programmeringsnyck" och varnade spelare för att försöka påträffa den, där de hävdade att MissingNo. kunde leda till att spelaren var tvungen att starta om spelet från början för att bli av med grafikglitcharna. Detta påstående har senare motbevisats, där den enda permanenta glitchen är den som vanställer spelarens Hall of Fame. Trots Nintendos varning trycktes information om hur MissingNo. kunde påträffas i flera speltidskrifter och spelguider på grund av de positiva effekterna den påstods ge spelaren efter en strid. Vissa spelare försökte sälja "tips" på hur man fångade MissingNo. för upp till $200. Den 8 april 2009 tog IGN med MissingNo. på sin lista över de topp tio mest framstående påskäggen i datorspel, där de särskilt lyfte fram den nytta spelaren fick genom att påträffa vad de benämnde "en mytomspunnen 'glitchimon'." IGN skrev att "det verkligen säger något om Pokémon-fans när de tar det som skulle kunna vara en spelförstörande glitch och använder den som en genväg för att öka på sina Pokémons nivåer" och de benämnde MissingNo. som en oförglömlig glitch som hjälpte Pokémon Röd och Blå att bli två väldigt berömda spel. I boken 100 Greatest Video Game Characters beskrivs MissingNo. vara en spelarproducerad karaktär, som hyllar ett avvikande och omstörtande spelupplägg. Den 1 augusti 2016 delade Tokiya Sakuba, en av illustratörerna av Pokémon Trading Card Game, med sig av en illustration av MissingNo.:s olika skepnader.
Det har utförts sociologiska studier av spelares mottagande av MissingNo. Sociologen William Sims Bainbridge konstaterade att Game Freak hade skapat "en av de mest populära glitcharna någonsin i datorspelshistorian" och han beskrev de kreativa sätt spelarna brukade använda glitchen på. I boken Pikachu's Global Adventure: The Rise and Fall of Pokémon skrev professorn Julian Sefton-Green om sin studie av sin sons reaktioner över MissingNo.:s användbarhet som ett "fusk" till spelen och han noterade att barnets upplevelse av spelen ändrades drastiskt. Sefton-Green nämnde att i och med MissingNo.:s existens raserades illusionen av spelens slutna värld och istället påmindes barnet om att det enbart var ett datorprogram. Boken Playing with Videogames innehåller en ingående studie av MissingNo., vilken främst berör spelarnas nyfikenhet när de påträffar denna glitch-Pokémon. I studien framkommer det hur spelarna jämför varandras anteckningar om MissingNo.:s utseende och hur de bedömer och kritiserar varandras upptäckter. I boken skrivs det om hur spelarna försökte göra MissingNo. till en del av Pokémons kanon, främst genom fanart och fanfiction, och att spelarna på så sätt hyllade Pokémon-spelens imperfektioner. Författaren skrev att på grund av denna popularitet är MissingNo. ett unikt fall av en glitch. I en artikel från 2017 undersökte Lincoln Geraghty, professor vid University of Portsmouth, en fanteori om att MissingNo. var en borttagen Pokémon som var relaterad till Kangaskhan och Cubone. Geraghty följde två år senare upp sin undersökning med en artikel på Ars Technica om hur han ansåg att teorin uppkom för att kompensera för MissingNo.:s avsaknande av en officiell bakgrundshistoria inom Pokémons kanon.